# 皇居ランニング
皇居ランニング（こうきょランニング）は、日本の皇居の外周路を利用したランニングのことである。「皇居ラン」と略称されることもある。迷惑行為とされることもある（問題点を参照）。

## 概要

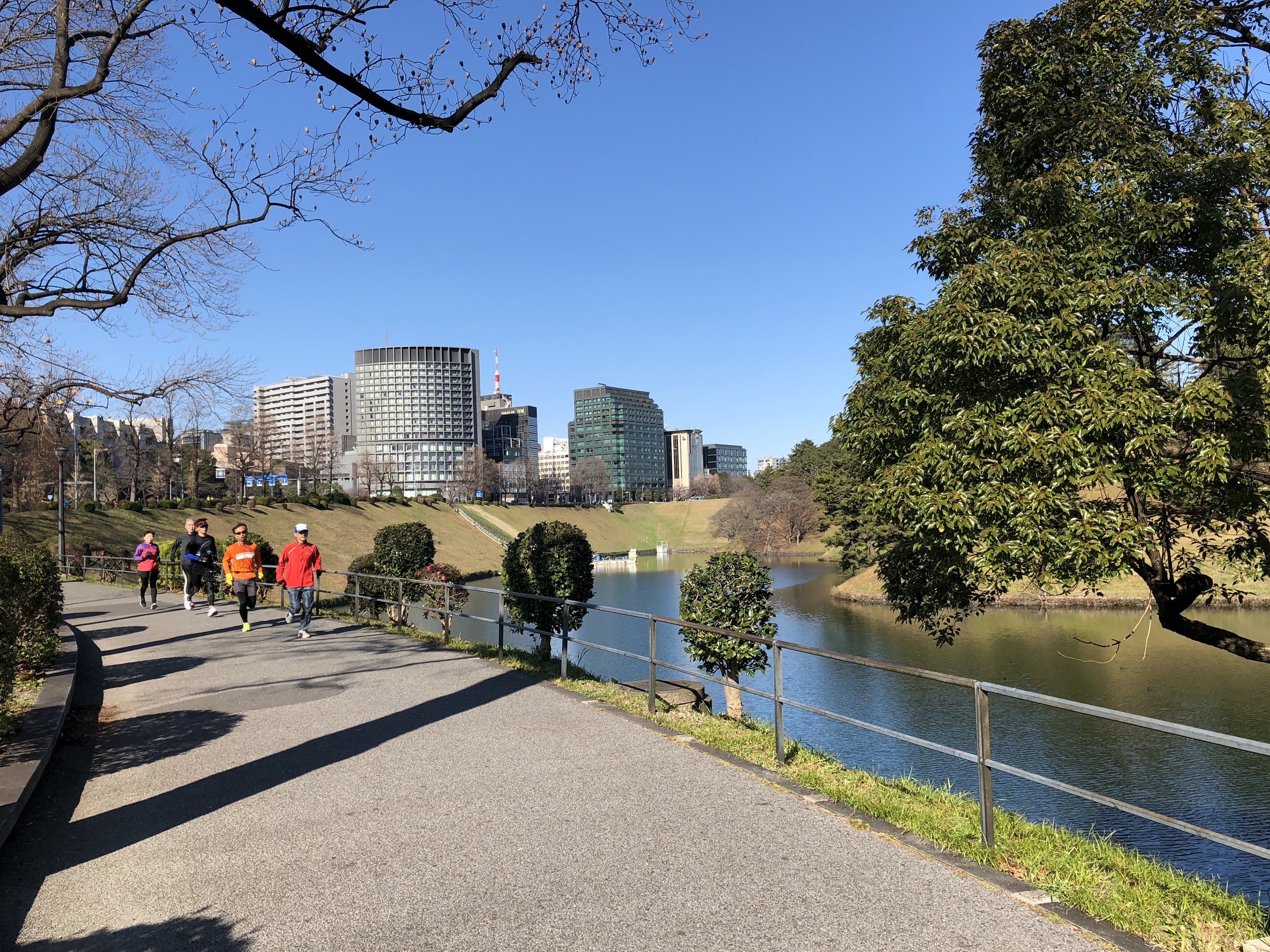
皇居外周路。桜田濠付近。

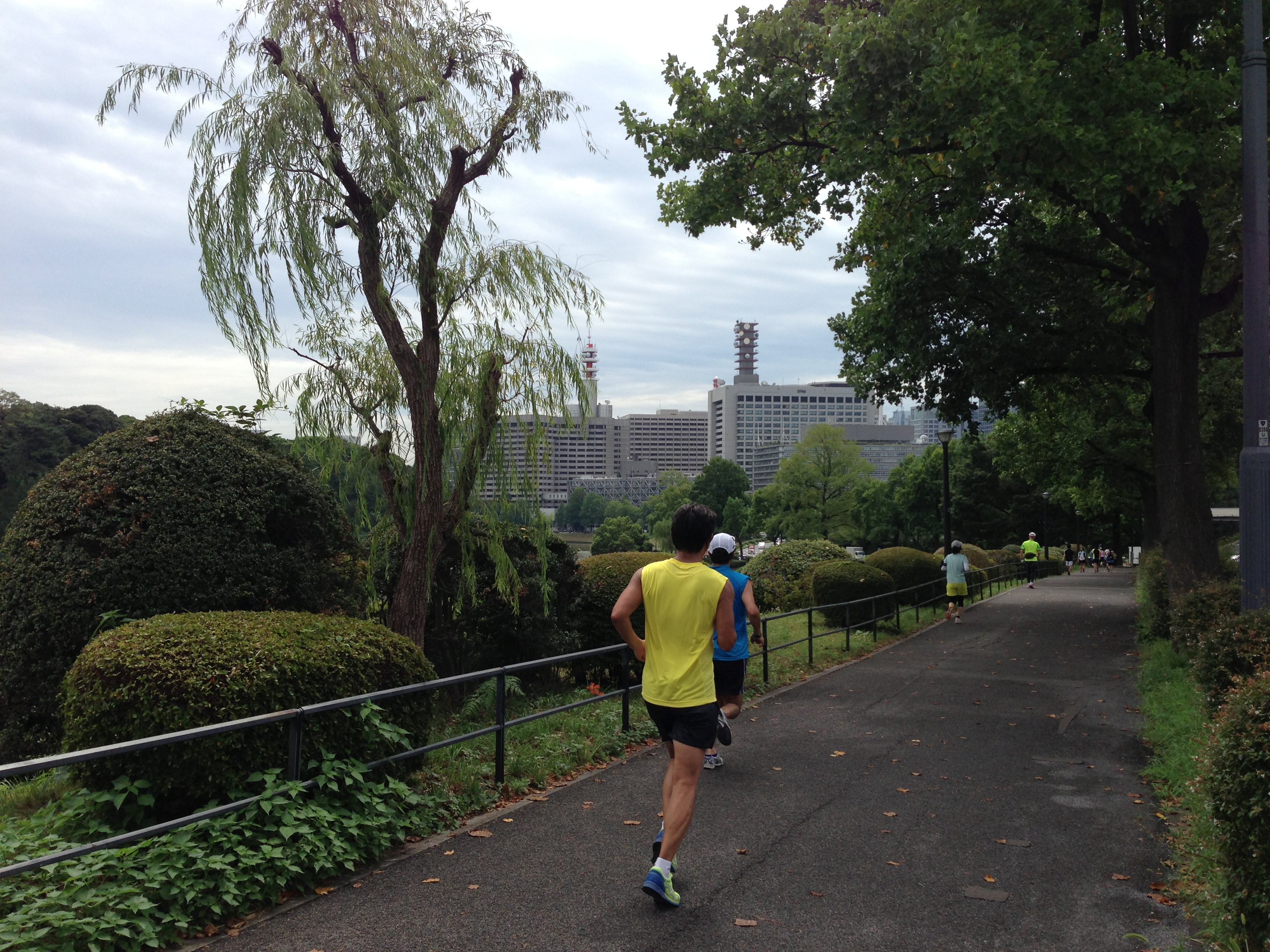
皇居西側の内堀通り（国道20号）を走るランナー。左手に皇居、中央遠方に霞が関の官庁街。

東京のどのエリアからもアクセスが良くオフィス街からも近い皇居外周路は、ランニング人口の増加とともに日本で最も有名なランニングスポットとなっており、多い日には1万人を越える人が走っている。ランニングフリークの間では有名なスポットで、学校の部活動などの練習場としても昔から活用されている。休日には皇居外周をコースとするマラソン大会も開催されている。
東京オリンピック終了間もない1964年11月１日未明、銀座で働くホステス約40人が参加する「皇居1周マラソン」が開催された。新聞や雑誌などメディアで紹介され、当時、都心で勤務するランニング愛好者が練習コースとして利用するようになった。
2007年の東京マラソンを機にランナーが増加した。2011年の東日本大震災の際に首都圏では帰宅困難者が多く発生したことから、震災以降、体力増進を目的としたランナーが増加している。2011年に観光庁は「走って気持ちがいい」道の第1号に認定した。2015年には当時皇太子であった徳仁親王(現天皇)が8年ぶりにランニングを行った。
また、皇居ランニングをしている人（ランナー）を皇居ランナーという。

## 人気の理由
- 交通のアクセスが良く、ロッカーやシャワーなどを備えたサポート施設が充実している[8]。
- 信号がないため赤信号などで止まる必要もなく、ペースが保ちやすい[4]。
- 皇居内濠や丸の内、桜田門、千鳥ヶ淵、国会議事堂、駐日英国大使館など、都内の名所を見ながら走ることができる[4]。
- 最短の周回コースが約5㎞で、ランナーにとって計測がしやすい[9]。
- 適度な高低差がある。半蔵門付近は標高約30mで、大手門付近は標高約3m[10]。
- コース沿いの数箇所（主に公園内）に、公衆水洗トイレと水飲み場がある。
- 深夜や悪天候時を除き誰かしら走っており、仲間意識・対抗意識から「走ることに対するモチベーション」の維持がしやすい。
- 皇居外周という場所柄、夜間でも警察官が立って警備をしているため安全[9]。

## 問題点

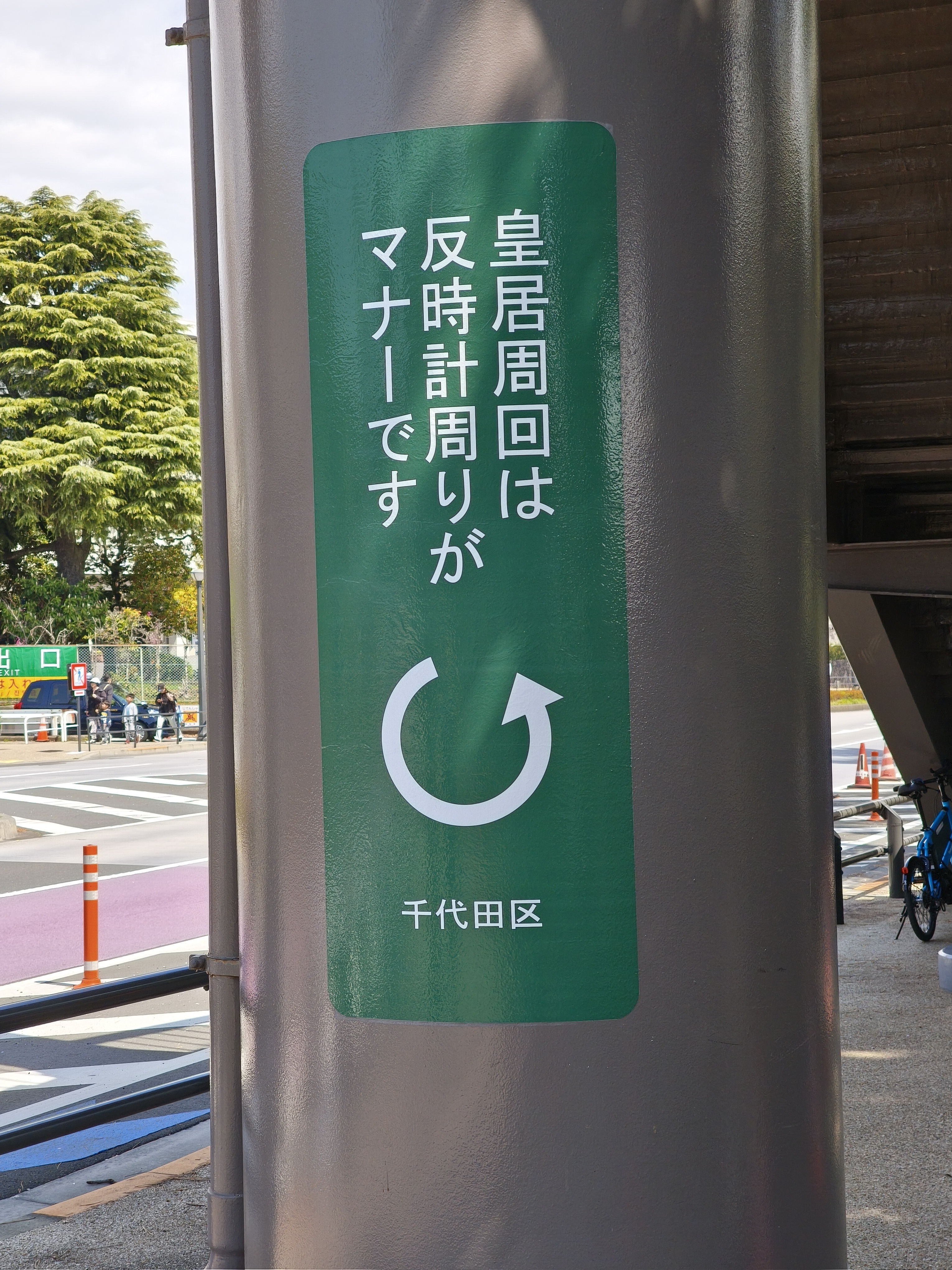
反時計回りを呼びかける表示（2025年4月）

皇居ランナーの急激な増加により、ランナーと歩行者、ランナーと自転車のトラブルが急増している。2012年の千代田区の調査では、皇居の外周を歩く歩行者のうち5割以上が歩行中にランナーとの接触の危険を感じたとされている。そのため「皇居周辺ランナー施設等連絡会」が中心となって皇居ランナーのマナーを策定し、ランナーのマナー向上を呼び掛けている。地元の千代田区では、道路・公園管理者（国土交通省、環境省、東京都、千代田区）、警視庁やランナー、自転車利用者、地元関係者、学識経験者等によって構成される「まちの魅力向上に向けた道路等の公共空間活用検討会（皇居周辺地域委員会）」を2011年12月に設け、ランナー、歩行者、自転車利用者に向けた皇居外周の利用ルール・マナーを策定し、2013年6月6日にその内容を公表、同年9月1日から実施の予定である。

## コース
北の丸公園を含まず、皇居外周を反時計回りに走っていくコースが一般的で、内堀通り沿いに走っていくコースで約5キロとなっている。それ以外にも北の丸公園や日比谷公園や赤坂御用地などめぐるコースを組み合わせた幅広いバリエーションがある。

## パレスサイクリングコース

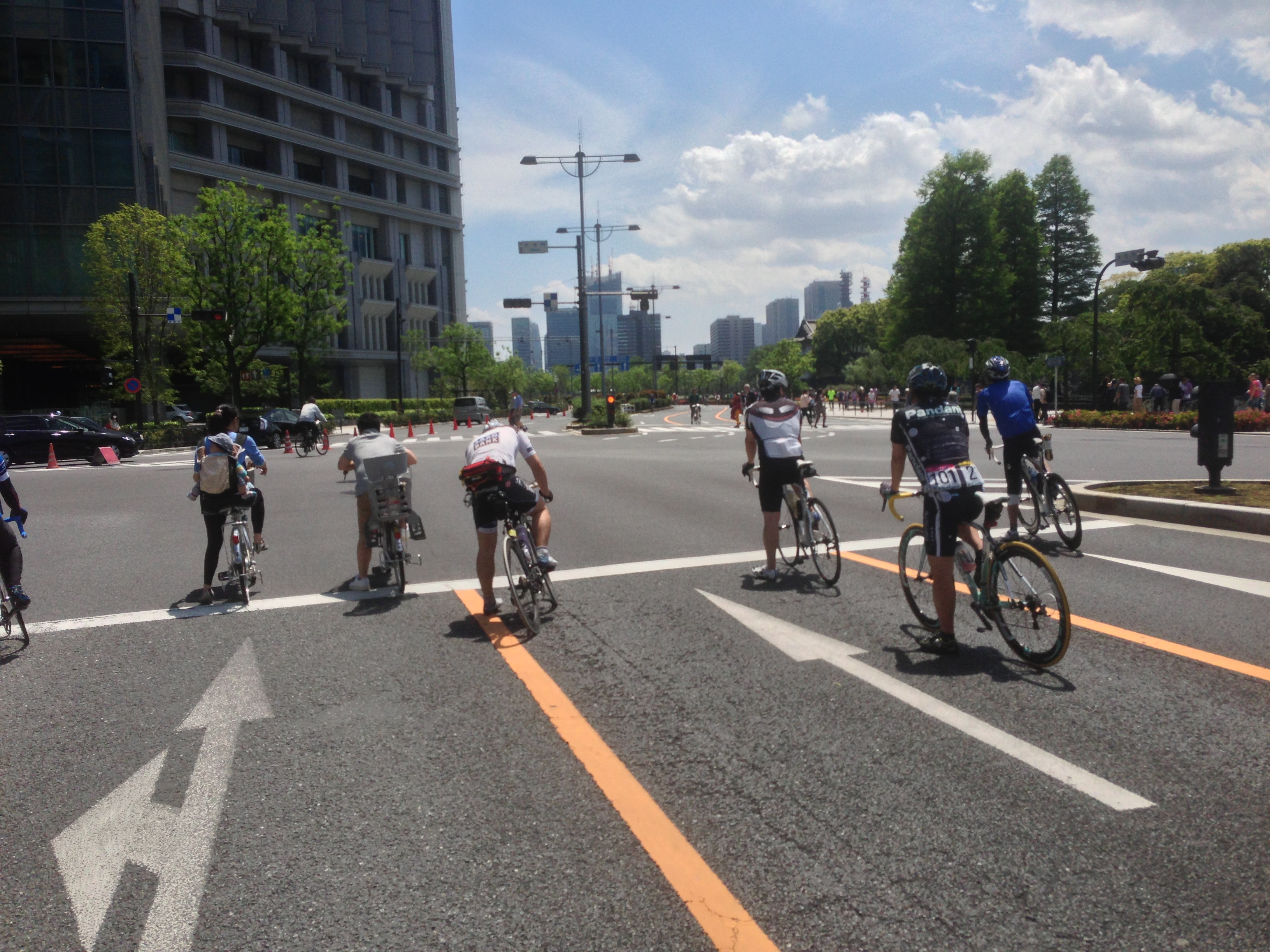
皇居の東側-南側の一般道を閉鎖して、週末に開催されている｢パレスサイドサイクリングコース｣の様子。中央遠方に、皇居ランニングをしているランナーも見える。

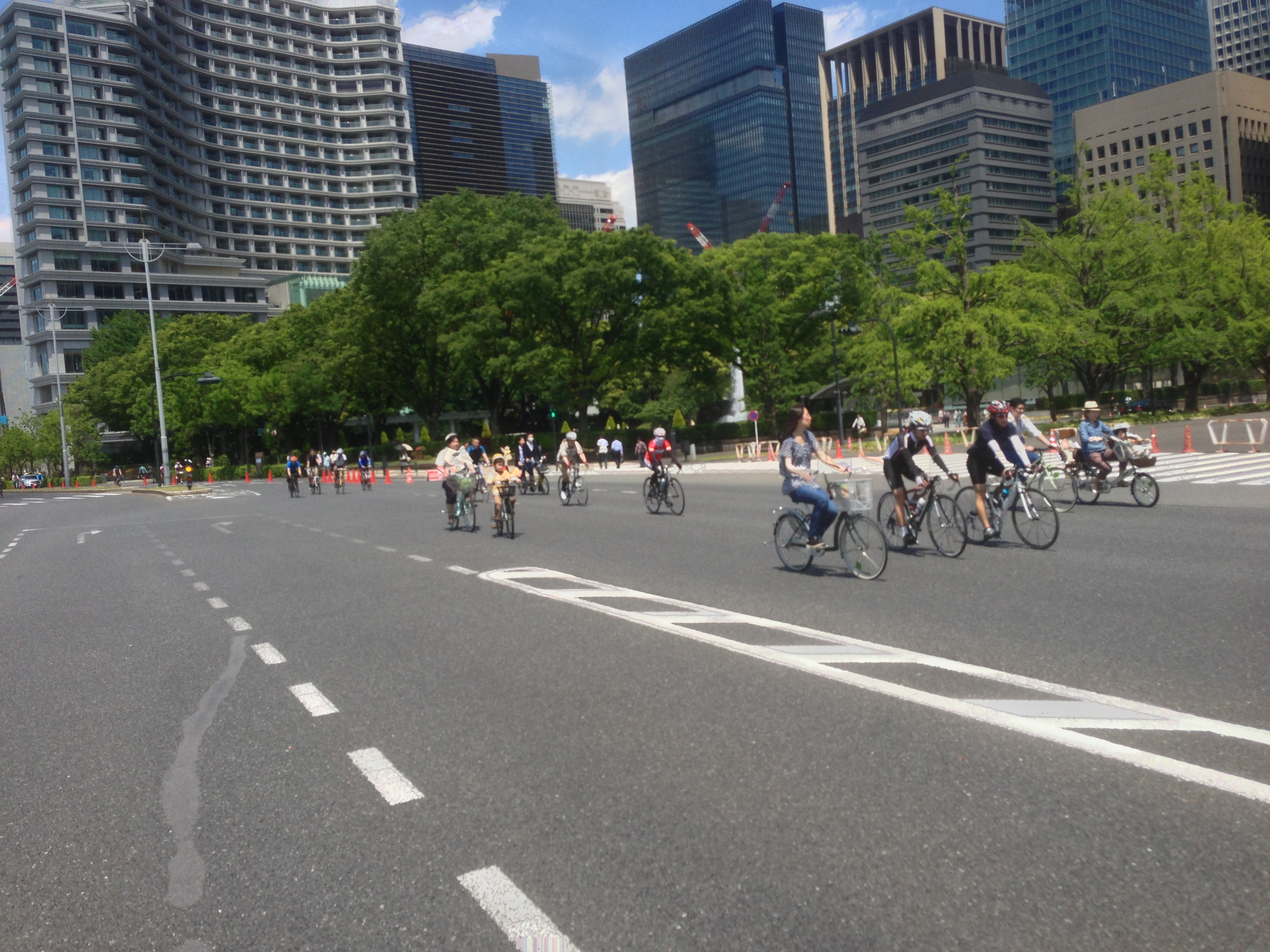

毎週日曜日の10時から16時まで、皇居外周の内堀通り平川門交差点から祝田橋交差点の一般自動車道が閉鎖され、1周3kmのサイクリングコースが「パレスサイクリングコース」として設置されている。こちらは時計回りにコースが設定されており、内堀通り平川門交差点から祝田橋交差点の区間では、自転車とランナーが並走する形となっている。これは、皇居前という日本を代表する観光地で、東京都民が家族そろってサイクリングをできる環境を整備し、都民の健康を増進するとともに、皇居の樹木を排出ガスから守り、あわせて道路交通量の削減をするのが目的とされている。